# Auto Union Typ C
Auto Union Typ C je Auto Unionov dirkalnik, ki je bil v uporabi v sezonah 1936 in 1937, ko so z njim dirkali Achille Varzi, Luigi Fagioli, Bernd Rosemeyer, Hans Stuck in Rudolf Hasse. Motor V16 je lahko proizvajal moč 520 KM pri 7000 rpm in je imel porabo okoli šestdeset litrov goriva na sto kilometrov. Še posebej v sezoni 1936 se je dirkalnik izkazal za zmagovitega, saj je Rosemeyer z zmagami na treh prvenstvenih dirkah za Veliko nagrado Nemčije, Veliko nagrado Švice in Veliko nagrado Italije z veliko prednostjo osvojil naslov prvaka. V naslednji sezoni 1937 je edino zmago na prvenstvenih dirkah dosegel Hasse na dirki za Veliko nagrado Nemčije. V obeh sezonah pa so dirkači dosegli še šest zmag na neprvenstvenih dirkah. 